# Сол де Америка
Клуб „Сол де Америка“ (на испански: Club Sol de América) е парагвайски спортен клуб от квартал Барио Обреро на столицата Асунсион.
Основан е през 1909 г. Футболният отбор е 2-кратен шампион на Парагвай.

## Успехи
- 2х Шампион на Парагвай: 1986, 1991
- 3х Шампион на Втора дивизия: 1965, 1977, 2006
- 1х Торнео Република: 1988

## Играчи

### Известни бивши играчи
- Карлос Бонет
- Данте Лопес
- Енрике Вера
- Хусто Вияр
- Пабло Себалос

## Известни бивши треньори
- Евер Уго Алмейда
- Серджо Маркариан
- Ференц Пушкаш

## Баскетбол
Баскетболният отбор участва в Първа дивизия и има 7 национални титли – от 1982, 1983, 1984, 1995, 1996, 1998, 1999 и 2007 г.